# Classe Sa'ar 5
Sa'ar 5 (hebraico: סער 5) é uma classe de corvetas em operação pela Marinha de Israel. As três corvetas dessa classe foram construídas pela Huntington Ingalls Industries para Israel, que iniciou o desenvolvimento do projeto a partir de lições aprendidas com a Classe Sa'ar 4.5.
As corvetas da classe Sa'ar 5 chegaram a ser as maiores embarcações em operação pela frota naval israelense; atualmente, esse posto é ocupado pelas corvetas da Classe Sa'ar 6.
Embora sejam classificadas como corvetas devido ao seu tamanho e por possuir apenas 71 tripulantes, seu armamento e velocidade são quase comparáveis à de uma fragata.

A primeira corveta da classe, a INS Eilat, foi lançada em fevereiro de 1993, seguida pela INS Lahav, em agosto de 1993, e pela INS Hanit, em março de 1994.